# 零系可口可樂
零系可口可樂（英語：Coca-Cola Zero Sugar）是可口可樂公司於2005年時推出的低食物熱量飲品。首先在美國推出，它聲明是零卡路里的可口可樂（舊稱中的「Zero」因而得名）。
事實上零系可口可樂是含有極微量食物熱量。這要視乎國家生產的而定。在美國，每100毫升零系可口可樂約有0.2至0.5卡路里（3.4美制流質盎司）。

## 成份
零系可口可樂在各市場成份各有不同：
| 成份名稱              | 澳洲 新西蘭 | 美國 加拿大 | 德國   | 西班牙 | 英國   | 挪威 芬蘭 丹麥 | 比利時 荷蘭 | 阿根廷 智利 | 法國   | 墨西哥 | 香港   | 中国大陆 |
| --------------------- | ----------- | ----------- | ------ | ------ | ------ | -------------- | ----------- | ----------- | ------ | ------ | ------ | -------- |
| 碳酸水                | 有          | 有          | 有     | 有     | 有     | 有             | 有          | 有          | 有     | 有     | 有     | 有       |
| 色素                  | E150d*      | 焦糖        | E150d* | E150d* | E150d* | E150d*         | E150d*      | E150d*      | 焦糖   | E150d* | E150d* | 焦糖     |
| 安賽蜜 （醋磺內酯鉀） | 有          | 有          | 有     | E-950  | 有     | 有             | 有          | 有          | 有     | 有     | E-950  | 有       |
| 阿斯巴甜              | 有          | 有          | 有     | E-951  | 有**   | 有**           | 有**        | 有**        | 有**   | 有**   | E-951  | 有       |
| 咖啡因                | 有          | 有          | 有     | 有     | 有     | 有             | 有          | 有          | 有     | 有     | 有     | 有       |
| 磷酸                  | 有          | 有          | 有     | E-338  | 有     | E-338          | E-338       | E-338       | 有     | 有     | 有     | 有       |
| 苯甲酸鉀              |             | 有          |        |        |        |                |             |             |        |        |        |          |
| 檸檬酸鉀              |             | 有          |        |        |        |                |             |             |        |        |        |          |
| 苯甲酸鈉              | 有          |             |        | E-211  |        | E-211          |             | 有          |        | 有     | 有     | 有       |
| 檸檬酸鈉              | 有          |             | 有     | E-331  | E-331  | E-331          | E-331       | E-331       | 有     | 有     | 有     | 有       |
| 甜蜜素                |             |             | 有     | E-952  |        |                |             | 有          |        | 有     |        |          |
| 蔗糖素                |             |             |        |        |        |                |             |             |        |        |        | 有       |
| 香料                  | 有          | 自然香料    | 有     | 有     | 有     | 有             |             | 有          | 有     | 有     | 有     | 有       |
| 每100毫升中卡路里含量 | 0.3 卡      | 0.5 卡      | 0.2 卡 |        | 0.5 卡 | 0.3 卡         | 0.3 卡      | 0 卡        | 0.3 卡 | 0.3 卡 | 0 卡   | 0 卡     |

* E150d 是防酸焦糖色素，在軟飲料中經常飲用。 

** 阿根廷、墨西哥、挪威、芬蘭、法國、丹麥、英國、德國、美國和比利時的零系可口可樂成份標明蘇打水包含氨基苯基丙酸來源。這是從阿斯巴甜而來。

## 發售地點
零系可口可樂現於以下國家或地區發售：
- 阿根廷（自2007年1月）
- 澳洲 （自2006年1月8日 [4]）
- 奥地利（自2007年2月/3月）
- 比利時 （自2006年8）
- 玻利維亞（自2007年1月）
- 波黑
- 巴西 （自2007年1月15日 [5]）
- 保加利亚
- 加拿大
- 智利（自2007年4月）
- 克羅地亞 （自07年2月）
- 塞浦路斯 （自2007年8月）
- 丹麥 （自2007年1月）
- 厄瓜多尔 （自2007年9月）
- 法羅群島 （自2007年1月）
- 芬蘭 （自2006年12月）
- 法國  （自2007年1月）
- 赤道几内亚
- 德國 （自2006年7月）
- 希臘  （自2007年1月）
- 中国大陆 （自2008年3月）
- 香港 （自2007年3月）
- 澳門 （自2007年3月）
- 中華民國 （自2007年3月）
- 匈牙利
- 冰島
- 愛爾蘭
- 日本 （自2007年6月）
- 南韓
- 墨西哥 （自2007年1月26日）
- 摩洛哥
- 新西蘭
- 荷蘭 （自2007年2月5日）
- 挪威 （自2006年9月30日）
- 巴拿馬
- 巴拉圭
- 秘魯 （自2007年1月11日 [6]）
- 葡萄牙
- 羅馬尼亞
- 塞爾維亞
- 斯洛文尼亚
- 西班牙 （自2005年7月 [7]）
- 瑞士 （自2007年2月6日）
- 瑞典
- 泰國
- 英國 （自2006年6月）[8]
- 美國
- 马来西亚（自2014年）

## 營銷
根據可口可樂公司的形容，用以推出「零系可口可樂」產品的營銷攻勢，是22年以來最大規模的。它主要的市場對象是年輕的成年男性。在美國，針對它特定的市場，零系可口可樂在廣告中被描述為“低熱量”，而不是“節食”。這是由於年輕的成年男性據說常常將健怡飲品（英語：diet drinks）與女性聯繫起來。
美國的可口可樂公司以「病毒行銷」的方法進行營銷。他們一直強調「零系可口可樂」的口味與原味可口可樂極其相似；其中，在2007年推出的一個廣告中，更指其公司的高層因為兩種產品的口味「過於相似」，而考慮控告他们研發新產品的同事「口味侵權」。
在澳洲，可口可樂公司曾借助一个不存在的伪装组织（英語：front group）推廣產品，他們會在戶外四處塗鴉，然後在互聯網上濫發訊息，吸引人到訪一個虛假的部落格。在這些宣傳手法曝光后，有組织認為是誤導消費者，並對可口可樂公司作出強烈抨擊，同时舉行了对「零系可口可樂」的道德標準進行深入讨论。
在英國，乐队呛女生合唱团的成员谢丽尔·科尔發起一項年輕人的運動。 電視播出廣告展視一批男子走過一個城市，說：「為什麼一切東西不能美好，人生不如意無不利？」結束時一塊巨大旗幟向大廈滾下来，画面轉到懷舊的德國電影《再見列寧》的画面。 	
不過，尼爾森銷售數據顯示，「零系可口可樂」未能吸引英國消費者的目光，銷量僅有3個星期的市場。 近日，曼聯隊和英格蘭國家足球隊球員朗尼和他的女朋友科琳·麥克朗林一直為「零系可口可樂」宣傳。
在奧地利，推出「零系可口可樂」時，市場在評估這是否一個和健怡可口可樂不同的產品。
在芬蘭，可口可樂偏離網上營銷運動，由於其性別影響。這項運動被視為物化女性，以及贊同歧视女性的態度。

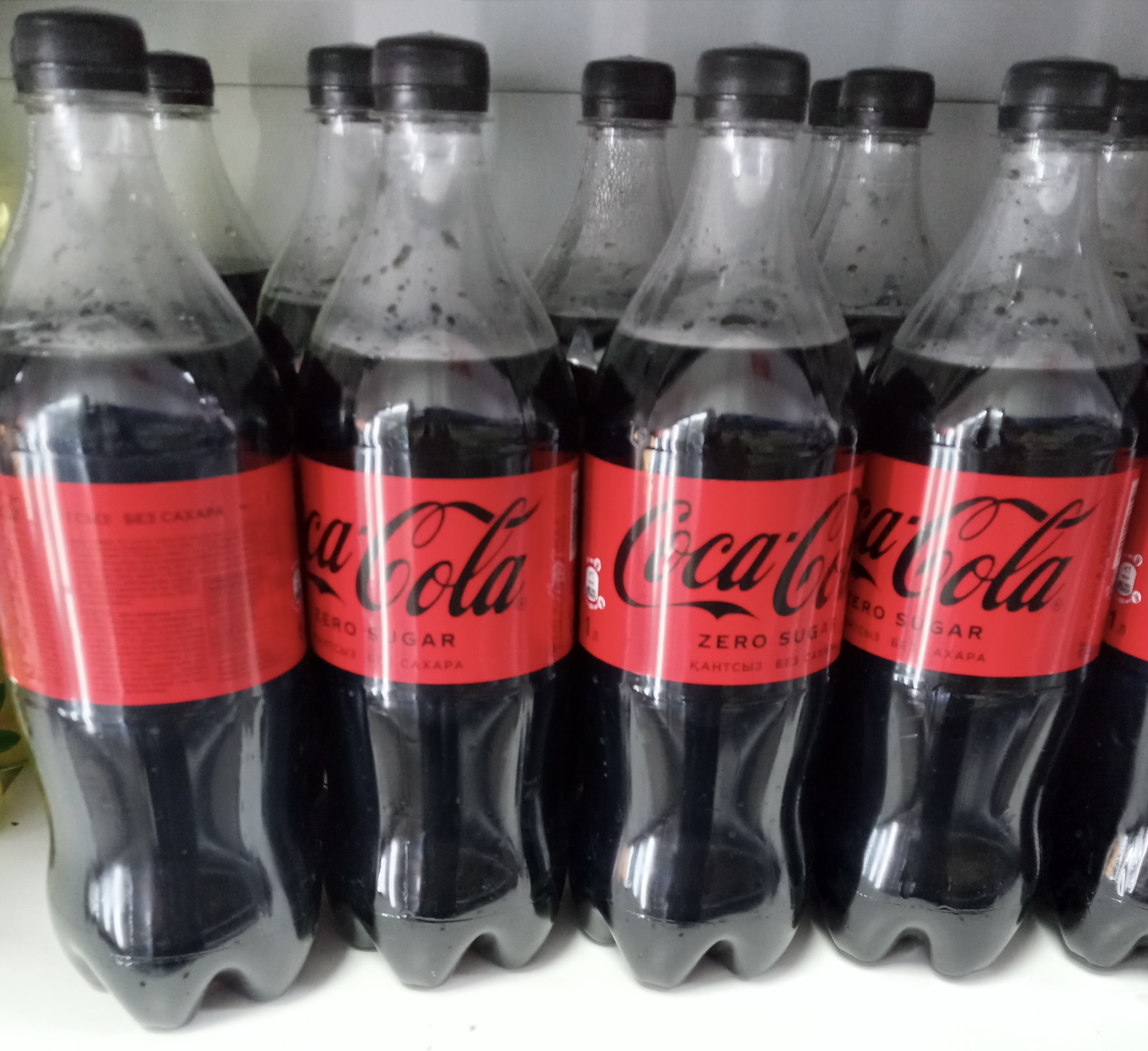
2021年新包装的美版瓶装零系可口可樂

在2007年的1月，零系可口可樂於阿根廷發售，隨著貨品標籤「Coca-Cola Zero, lo que no esperabas」（零系可口可樂，意料之外）及 「El mismo sabor de siempre, zero azúcar」 （無糖，依然可口可樂 ）。
在2007年1月15日零系可口可樂的電視廣告出現在丹麥及產品發售地。在愛爾蘭，零系可口可樂2007年2月8日發起由呛女生合唱团歌手萨拉·哈丁代言的活动。
2017年，可口可樂首度更改零系可口可樂的配方，聲稱新版配方會更接近原版可口可樂。同時也將英文名從「Coca-Cola Zero」更改為了「Coca-Cola Zero Sugar」，澳大利亚地区则将英文名更改为了「Coca-Cola No Sugar」。不過中國大陸地區，香港仍保留原中文名。
2021年，官方再度更改配方，並取消了以往的黑色包裝。同時中國大陸版本亦更名為「無糖可口可樂」。

### 產品標誌
在美國和加拿大，最初的標誌原本以白色作底色，襯托一個黑色的「zero」。這飲品的樣式自2006年開始，當時一個假日主題觸發了設計師的靈感，黑色包裝的2公升裝零系可口可樂是在2007年更換的，而自去年元旦開始，黑色包裝也用在罐裝零系可口可樂上。21盎司（591毫升）瓶裝的零系可口可樂舊式包裝仍保留了一段時間，但黑色包裝開始分階段在二月底前（發售櫻桃零系可口可樂前）更換。
2021年起，官方正式大規模更改零系可口可樂包裝。將原本的黑色包裝取消並換成了跟可口可樂一樣的紅色包裝，唯獨字體從可口可樂的白色字體改成了黑色。

## Zero一字名義上的爭議
在挪威的啤酒廠Ringnes聲稱擁有Zero這名稱。在1972年至1996年間，Zero这个名字用在不含酒精飲料上。

## 批評
- 挪威有幾名顧客抱怨零系可口可樂1.5公升瓶裝含有顆粒，挪威可口可乐代表說只是零系可口可樂的成份沒有足夠調勻。[16]
- 還有關於阿斯巴甜的爭議。
- 含有磷酸，容易造成過量攝取磷。

## 櫻桃可口可樂Zero
櫻桃可口可樂Zero於2007年2月7日出售。

## 外部連結
- 美國官方網頁 （页面存档备份，存于）
- 香港官方網頁 （页面存档备份，存于）
- 德國官方網頁 （页面存档备份，存于）
- 巴西官方網頁 （页面存档备份，存于）
- 澳洲官方反對網頁 - 零系可樂 （页面存档备份，存于）